# 1840 Hus
För andra betydelser, se Hus (olika betydelser).
1840 Hus eller 1971 UY är en asteroid i huvudbältet som upptäcktes den 26 oktober 1971 av den tjeckiske astronomen Luboš Kohoutek vid Bergedorf-observatoriet. Den har fått sitt namn efter Jan Hus.
Asteroiden har en diameter på ungefär 12 kilometer och den tillhör asteroidgruppen Koronis.